# Cherry Tree (Pennsilvània)
Cherry Tree és una població dels Estats Units a l'estat de Pennsilvània. Segons el cens del 2000 tenia 443 habitants.

## Demografia
Segons el cens del 2000, Cherry Tree tenia 443 habitants, 142 habitatges, i 111 famílies. La densitat de població era de 322,7 habitants per quilòmetre quadrat.
Dels 142 habitatges en un 33,1% hi vivien nens de menys de 18 anys, en un 64,8% hi vivien parelles casades, en un 7% dones solteres, i en un 21,8% no eren unitats familiars. En el 16,9% dels habitatges hi vivien persones soles el 9,2% de les quals corresponia a persones de 65 anys o més que vivien soles. El nombre mitjà de persones vivint en cada habitatge era de 2,86 i el nombre mitjà de persones que vivien en cada família era de 3,24.
Per edats la població es repartia de la següent manera: un 23,7% tenia menys de 18 anys, un 8,8% entre 18 i 24, un 28% entre 25 i 44, un 21,4% de 45 a 60 i un 18,1% 65 anys o més.
L'edat mediana era de 37 anys. Per cada 100 dones de 18 o més anys hi havia 95,4 homes.
La renda mediana per habitatge era de 26.607 $ i la renda mediana per família de 31.625 $. Els homes tenien una renda mediana de 23.667 $ mentre que les dones 17.344 $. La renda per capita de la població era d'11.742 $. Entorn del 17,8% de les famílies i el 20,3% de la població estaven per davall del llindar de pobresa.

## Poblacions més properes
El següent diagrama mostra les poblacions més properes.